# Bonaventura Barberini
Bonaventura Antonio Maria Giuseppe Barberini (Ferrara, 30 ottobre 1674 – Ferrara, 15 ottobre 1743) è stato un religioso, teologo e arcivescovo cattolico italiano.

## Biografia
All'età di 16 anni entrò nell'Ordine dei frati minori cappuccini di Bologna, ma abbandonò il noviziato per problemi di salute. Il 18 dicembre 1700 fu ordinato sacerdote dell'Ordine, a 20 anni. Divenne ministro provinciale e successivamente superiore generale dell'Ordine dal 1733 al 1740. Fu nominato predicatore apostolico da Innocenzo XII nel 1727, incarico che mantenne per circa vent'anni.
Pur non essendo un prelato, nel 1740, durante il conclave, ricevette diversi voti, che spinsero papa Benedetto XIV a nominarlo arcivescovo, e affidandogli l'arcidiocesi della natia Ferrara. Venne consacrato dal cardinale Raniero d'Elci, coadiuvato da Raffaele Cosimo de' Girolami e dall'arcivescovo Giuseppe Maria Feroni. Morì nel 1743 durante una visita episcopale nell'arcidiocesi. Fu dapprima sepolto nella cattedrale di San Giorgio ma venne traslato nella chiesa di San Maurelio del convento dei cappuccini di Ferrara.
L'8 luglio 1875 venne proclamato venerabile.

## Genealogia episcopale
La genealogia episcopale è:
- Cardinale Scipione Rebiba
- Cardinale Giulio Antonio Santori
- Cardinale Girolamo Bernerio, O.P.
- Arcivescovo Galeazzo Sanvitale
- Cardinale Ludovico Ludovisi
- Cardinale Luigi Caetani
- Cardinale Ulderico Carpegna
- Cardinale Paluzzo Paluzzi Altieri degli Albertoni
- Cardinale Gaspare Carpegna
- Cardinale Fabrizio Paolucci
- Arcivescovo Francesco Maurizio Gonteri
- Cardinale Raniero d'Elci
- Arcivescovo Bonaventura Barberini, O.F.M.Cap.